# Ischnothele reggae
Espèce
Ischnothele reggae est une espèce d'araignées mygalomorphes de la famille des Ischnothelidae.

## Distribution
Cette espèce est endémique de Jamaïque.

## Description
La carapace du mâle holotype mesure 3,73 mm de long sur 3,43 mm,.

## Étymologie
Son nom d'espèce lui a été donné en référence au reggae.

## Publication originale
- Coyle & Meigs, 1990 : Two new species of Ischnothele funnelweb spiders (Araneae, Mygalomorphae, Dipluridae) from Jamaica. Journal of Arachnology, vol. 18, no 1, p. 95-111 (texte intégral).